# Премия BAFTA за лучшую мужскую роль второго плана
Премия BAFTA за лучшую мужскую роль второго плана вручается Британской академией кино и телевизионных искусств с 1969 года за роли в фильмах, вышедших на экран в год, предшествующий премии. В 1981 году на 34-й церемонии BAFTA за достижения 1980 года награда лучшим второстепенным актёрам не вручалась.
Ниже приведён полный список лауреатов и номинантов. Имена победителей выделены жирным шрифтом и отдельным цветом.

## 1969—1970
| Год  | Церемония | Фотографии лауреатов                                                 | Лауреаты и номинанты                                              |
| ---- | --------- | -------------------------------------------------------------------- | ----------------------------------------------------------------- |
| 1969 | 22-я      |                                                                      | • Иэн Холм — «Пушка Бофора» за роль Флинна                        |
| 1969 | 22-я      | • Джон Макинери — «Ромео и Джульетта» за роль Меркуцио               |                                                                   |
| 1969 | 22-я      | • Джордж Сигал — «С леди так не обращаются» за роль Морриса Браммела |                                                                   |
| 1969 | 22-я      | • Энтони Хопкинс — «Лев зимой» за роль Ричарда Львиное Сердце        |                                                                   |
| 1970 | 23-я      |                                                                      | • Лоренс Оливье — «О, что за чудесная война» за роль Джона Френча |
| 1970 | 23-я      | • Роберт Вон — «Буллит» за роль Уолтера Чалмерса                     |                                                                   |
| 1970 | 23-я      | • Джек Клагман — «Прощай, Колумб» за роль Бена Пэтимкина             |                                                                   |
| 1970 | 23-я      | • Джек Николсон — «Беспечный ездок» за роль Джорджа Хэнсона          |                                                                   |

## 1971—1980
| Год  | Церемония | Фотографии лауреатов                                                         | Лауреаты и номинанты                                                               |
| ---- | --------- | ---------------------------------------------------------------------------- | ---------------------------------------------------------------------------------- |
| 1971 | 24-я      |                                                                              | • Колин Уэлланд — «Кес» за роль мистера Фартинга                                   |
| 1971 | 24-я      | • Бернард Криббинс — «Дети железной дороги» за роль Альберта Перкса          |                                                                                    |
| 1971 | 24-я      | • Джон Миллс — «Дочь Райана» за роль Майкла                                  |                                                                                    |
| 1971 | 24-я      | • Гиг Янг — «Загнанных лошадей пристреливают, не правда ли?» за роль Рокки   |                                                                                    |
| 1972 | 25-я      |                                                                              | • Эдвард Фокс — «Посредник» за роль лорда Хью Тримингема                           |
| 1972 | 25-я      | • Майкл Гоф — «Посредник» за роль мистера Модсли                             |                                                                                    |
| 1972 | 25-я      | • Иэн Хендри — «Убрать Картера» за роль Эрика                                |                                                                                    |
| 1972 | 25-я      | • Джон Хёрт — «Риллингтон Плейс, дом 10» за роль Тимоти Эванса               |                                                                                    |
| 1973 | 26-я      |                                                                              | • Бен Джонсон — «Последний киносеанс» за роль Сэма                                 |
| 1973 | 26-я      | • Роберт Дюваль — «Крёстный отец» за роль Тома Хэгена                        |                                                                                    |
| 1973 | 26-я      | • Ральф Ричардсон — «Леди Каролина Лэм» за роль короля Георга IV             |                                                                                    |
| 1973 | 26-я      | • Макс Эдриан — «Приятель» за роль мистера Макса/лорда Хьюберта Броклхёрста  |                                                                                    |
| 1974 | 27-я      |                                                                              | • Артур Лоу — «О, счастливчик!» за роль мистера Даффа/Чарли Джонсона/доктора Мунда |
| 1974 | 27-я      | • Иэн Баннен — «Оскорбление» за роль Кеннета Бэкстера                        |                                                                                    |
| 1974 | 27-я      | • Мишель Лонсдаль — «День Шакала» за роль комиссара Лебеля                   |                                                                                    |
| 1974 | 27-я      | • Денхолм Эллиотт — «Кукольный дом» за роль Нильса Крогстада                 |                                                                                    |
| 1975 | 28-я      |                                                                              | • Джон Гилгуд — «Убийство в „Восточном экспрессе“» за роль Эдварда Бэддоуза        |
| 1975 | 28-я      | • Рэнди Куэйд — «Последний наряд» за роль Ларри Мэдоуса                      |                                                                                    |
| 1975 | 28-я      | • Адам Фэйт — «Звёздная пыль» за роль Майка Мэнари                           |                                                                                    |
| 1975 | 28-я      | • Джон Хьюстон — «Китайский квартал» за роль Ноа Кросса                      |                                                                                    |
| 1976 | 29-я      |                                                                              | • Фред Астер — «Ад в поднебесье» за роль Харли Клэйборна                           |
| 1976 | 29-я      | • Мартин Болсам — «Захват поезда Пелэм 1-2-3» за роль Гарольда Лонгмэна      |                                                                                    |
| 1976 | 29-я      | • Бёрджесс Мередит — «День Саранчи» за роль Гарри Гринера                    |                                                                                    |
| 1976 | 29-я      | • Джек Уорден — «Шампунь» за роль Лестера Карпа                              |                                                                                    |
| 1977 | 30-я      |                                                                              | • Брэд Дуриф — «Пролетая над гнездом кукушки» за роль Билли Биббита                |
| 1977 | 30-я      | • Мартин Болсам — «Вся президентская рать» за роль Говарда Симонса           |                                                                                    |
| 1977 | 30-я      | • Джейсон Робардс — «Вся президентская рать» за роль Бена Брэдли             |                                                                                    |
| 1977 | 30-я      | • Майкл Хордерн — «Туфелька и роза» за роль Короля                           |                                                                                    |
| 1978 | 31-я      |                                                                              | • Эдвард Фокс — «Мост слишком далеко» за роль Брайана Хоррокса                     |
| 1978 | 31-я      | • Колин Блейкли — «Эквус» за роль Фрэнка Стрэнга                             |                                                                                    |
| 1978 | 31-я      | • Роберт Дюваль — «Телесеть» за роль Фрэнка Хэккетта                         |                                                                                    |
| 1978 | 31-я      | • Зеро Мостел — «Подставное лицо» за роль Хэкки Брауна                       |                                                                                    |
| 1979 | 32-я      |                                                                              | • Джон Хёрт — «Полуночный экспресс» за роль Макса                                  |
| 1979 | 32-я      | • Джейсон Робардс — «Джулия» за роль Дэшила Хэммета                          |                                                                                    |
| 1979 | 32-я      | • Франсуа Трюффо — «Близкие контакты третьей степени» за роль Клода Лакомба  |                                                                                    |
| 1979 | 32-я      | • Джин Хэкмен — «Супермен» за роль Лекса Лютора                              |                                                                                    |
| 1980 | 33-я      |                                                                              | • Роберт Дюваль — «Апокалипсис сегодня» за роль Билла Килгора                      |
| 1980 | 33-я      | • Кристофер Уокен — «Охотник на оленей» за роль Никанора «Ника» Чеботаревича |                                                                                    |
| 1980 | 33-я      | • Джон Хёрт — «Чужой» за роль Кейна                                          |                                                                                    |
| 1980 | 33-я      | • Денхолм Эллиотт — «Святой Джек» за роль Уильяма Ли                         |                                                                                    |

## 1982—1990
| Год  | Церемония | Фотографии лауреатов                                                                                 | Лауреаты и номинанты                                                  |
| ---- | --------- | --- | --------------------------------------------------------------------- |
| 1982 | 35-я      | | • Иэн Холм — «Огненные колесницы» за роль Сэма Муссабини              |
| 1982 | 35-я      | • Джон Гилгуд — «Артур» за роль Хобсона                                                              |                                                                       |
| 1982 | 35-я      | • Найджел Хэверс — «Огненные колесницы» за роль Эндрю Линдси                                         |                                                                       |
| 1982 | 35-я      | • Денхолм Эллиотт — «Индиана Джонс: В поисках утраченного ковчега» за роль Маркуса Броуди            |                                                                       |
| 1983 | 36-я      | | • Джек Николсон — «Красные» за роль Юджина О’Нила                     |
| 1983 | 36-я      | • Рошан Сет — «Ганди» за роль Джавахарлала Неру                                                      |                                                                       |
| 1983 | 36-я      | • Фрэнк Финлей — «Возвращение солдата» за роль Уильяма Грея                                          |                                                                       |
| 1983 | 36-я      | • Эдвард Фокс — «Ганди» за роль Реджинальда Дайера                                                   |                                                                       |
| 1984 | 37-я      | | • Денхолм Эллиотт — «Поменяться местами» за роль Коулмана             |
| 1984 | 37-я      | • Берт Ланкастер — «Местный герой» за роль Феликса Хаппера                                           |                                                                       |
| 1984 | 37-я      | • Джерри Льюис — «Король комедии» за роль Джерри Лэнгфорда                                           |                                                                       |
| 1984 | 37-я      | • Боб Хоскинс — «Почётный консул» за роль полковника Переса                                          |                                                                       |
| 1985 | 38-я      | | • Денхолм Эллиотт — «Частное торжество» за роль Чарльза Суоби         |
| 1985 | 38-я      | • Ральф Ричардсон — «Грейстоук: Легенда о Тарзане, повелителе обезьян» за роль графа Грейстоука      |                                                                       |
| 1985 | 38-я      | • Иэн Холм — «Грейстоук: Легенда о Тарзане, повелителе обезьян» за роль Филиппа Д’Арно               |                                                                       |
| 1985 | 38-я      | • Майкл Элфик — «Парк Горького» за роль Паши                                                         |                                                                       |
| 1986 | 39-я      | | • Денхолм Эллиотт — «Защита государства» за роль Вернона Бэйлисса     |
| 1986 | 39-я      | • Джон Гилгуд — «Беспокойное сердце» за роль сэра Леонарда Дарвина                                   |                                                                       |
| 1986 | 39-я      | • Саид Джаффри — «Моя прекрасная прачечная» за роль Нассера                                          |                                                                       |
| 1986 | 39-я      | • Джеймс Фокс — «Поездка в Индию» за роль Ричарда Филдинга                                           |                                                                       |
| 1987 | 40-я      | | • Рэй Макэнэлли — «Миссия» за роль Альтамирано                        |
| 1987 | 40-я      | • Клаус Мария Брандауэр — «Из Африки» за роль Брора Бликсена                                         |                                                                       |
| 1987 | 40-я      | • Саймон Кэллоу — «Комната с видом» за роль Артура Биба                                              |                                                                       |
| 1987 | 40-я      | • Денхолм Эллиотт — «Комната с видом» за роль мистера Эмерсона                                       |                                                                       |
| 1988 | 41-я      | | • Даниэль Отёй — «Жан де Флоретт» за роль Юголена Суберана            |
| 1988 | 41-я      | • Иэн Баннен — «Надежда и слава» за роль дедушки Джорджа                                             |                                                                       |
| 1988 | 41-я      | • Шон Коннери — «Неприкасаемые» за роль Джимми Мэлоуна                                               |                                                                       |
| 1988 | 41-я      | • Джон Тоу — «Клич свободы» за роль Джимми Крюгера                                                   |                                                                       |
| 1989 | 42-я      | | • Майкл Пейлин — «Рыбка по имени Ванда» за роль Кена Пайла            |
| 1989 | 42-я      | • Дэвид Суше — «Разделённый мир» за роль Мюллера                                                     |                                                                       |
| 1989 | 42-я      | • Питер О’Тул — «Последний император» за роль Реджинальда Джонстона                                  |                                                                       |
| 1989 | 42-я      | • Джосс Экленд — «Белое зло» за роль Джока Броутона                                                  |                                                                       |
| 1990 | 43-я      | | • Рэй Макэнэлли (посмертно) — «Моя левая нога» за роль мистера Брауна |
| 1990 | 43-я      | • Марлон Брандо — «Сухой белый сезон» за роль Иэна МакКензи                                          |                                                                       |
| 1990 | 43-я      | • Шон Коннери — «Индиана Джонс и последний крестовый поход» за роль профессора Генри Джонса-старшего |                                                                       |
| 1990 | 43-я      | • Джек Николсон — «Бэтмен» за роль Джокера                                                           |                                                                       |

## 1991—2000
| Год  | Церемония | Фотографии лауреатов                                                            | Лауреаты и номинанты                                                         |
| ---- | --------- | ------------------------------------------------------------------------------- | ---------------------------------------------------------------------------- |
| 1991 | 44-я      |                                                                                 | • Сальваторе Кашо — «Новый кинотеатр «Парадизо»» за роль Сальваторе в юности |
| 1991 | 44-я      | • Алан Алда — «Преступления и проступки» за роль Лестера                        |                                                                              |
| 1991 | 44-я      | • Аль Пачино — «Дик Трейси» за роль Большого Мальчика Каприза «Big Boy Caprice» |                                                                              |
| 1991 | 44-я      | • Джон Хёрт — «Поле» за роль Бёрда О’Донелла                                    |                                                                              |
| 1992 | 45-я      |                                                                                 | • Алан Рикман — «Робин Гуд: Принц воров» за роль шерифа Ноттингема           |
| 1992 | 45-я      | • Алан Бейтс — «Гамлет» за роль Клавдия                                         |                                                                              |
| 1992 | 45-я      | • Дерек Джекоби — «Умереть заново» за роль Франклина Мэдсона                    |                                                                              |
| 1992 | 45-я      | • Эндрю Стронг — «Группа „Коммитментс“» за роль Деко Каффи                      |                                                                              |
| 1993 | 46-я      |                                                                                 | • Джин Хэкмен — «Непрощённый» за роль Билла Даггета                          |
| 1993 | 46-я      | • Томми Ли Джонс — «Джон Ф. Кеннеди. Выстрелы в Далласе» за роль Клэя Шоу       |                                                                              |
| 1993 | 46-я      | • Джей Дэвидсон — «Жестокая игра» за роль Дила                                  |                                                                              |
| 1993 | 46-я      | • Сэмюэль Уэст — «Говардс-Энд» за роль Леонарда Баста                           |                                                                              |
| 1994 | 47-я      |                                                                                 | • Рэйф Файнс — «Список Шиндлера» за роль Амона Гёта                          |
| 1994 | 47-я      | • Томми Ли Джонс — «Беглец» за роль Сэмюэла Джерарда                            |                                                                              |
| 1994 | 47-я      | • Бен Кингсли — «Список Шиндлера» за роль Ицхака Штерна                         |                                                                              |
| 1994 | 47-я      | • Джон Малкович — «На линии огня» за роль Митча Лири                            |                                                                              |
| 1995 | 48-я      |                                                                                 | • Сэмюэль Л. Джексон — «Криминальное чтиво» за роль Джулса Виннфилда         |
| 1995 | 48-я      | • Саймон Кэллоу — «Четыре свадьбы и одни похороны» за роль Гарета               |                                                                              |
| 1995 | 48-я      | • Пол Скофилд — «Телевикторина» за роль Марка Ван Дорена                        |                                                                              |
| 1995 | 48-я      | • Джон Ханна — «Четыре свадьбы и одни похороны» за роль Мэттью                  |                                                                              |
| 1996 | 49-я      |                                                                                 | • Тим Рот — «Роб Рой» за роль Арчибальда Каннинэма                           |
| 1996 | 49-я      | • Мартин Ландау — «Эд Вуд» за роль Белы Лугоши                                  |                                                                              |
| 1996 | 49-я      | • Алан Рикман — «Разум и чувства» за роль полковника Кристофера Брэндона        |                                                                              |
| 1996 | 49-я      | • Иэн Холм — «Безумие короля Георга» за роль доктора Уиллиса                    |                                                                              |
| 1997 | 50-я      |                                                                                 | • Пол Скофилд — «Суровое испытание» за роль Томаса Дэнфорта                  |
| 1997 | 50-я      | • Джон Гилгуд — «Блеск» за роль Сесила Паркса                                   |                                                                              |
| 1997 | 50-я      | • Эдвард Нортон — «Первобытный страх» за роль Эрона Стэмплера                   |                                                                              |
| 1997 | 50-я      | • Алан Рикман — «Майкл Коллинз» за роль Имона де Валера                         |                                                                              |
| 1998 | 51-я      |                                                                                 | • Том Уилкинсон — «Мужской стриптиз» за роль Джеральда                       |
| 1998 | 51-я      | • Бёрт Рейнольдс — «Ночи в стиле буги» за роль Джека Хорнера                    |                                                                              |
| 1998 | 51-я      | • Руперт Эверетт — «Свадьба лучшего друга» за роль Джорджа Доунза               |                                                                              |
| 1998 | 51-я      | • Марк Эдди — «Мужской стриптиз» за роль Дейва                                  |                                                                              |
| 1999 | 52-я      |                                                                                 | • Джеффри Раш — «Елизавета» за роль сэра Фрэнсиса Уолсингема                 |
| 1999 | 52-я      | • Джеффри Раш — «Влюблённый Шекспир» за роль Филипа Хенслоу                     |                                                                              |
| 1999 | 52-я      | • Том Уилкинсон — «Влюблённый Шекспир» за роль Хью Феннимена                    |                                                                              |
| 1999 | 52-я      | • Эд Харрис — «Шоу Трумана» за роль Кристофа                                    |                                                                              |
| 2000 | 53-я      |                                                                                 | • Джуд Лоу — «Талантливый мистер Рипли» за роль Дикки Гринлифа               |
| 2000 | 53-я      | • Уэс Бентли — «Красота по-американски» за роль Рикки Фиттса                    |                                                                              |
| 2000 | 53-я      | • Рис Иванс — «Ноттинг Хилл» за роль Спайка                                     |                                                                              |
| 2000 | 53-я      | • Майкл Кейн — «Правила виноделов» за роль Уилбура Ларча                        |                                                                              |
| 2000 | 53-я      | • Тимоти Сполл — «Кутерьма» за роль Ричарда Темпла                              |                                                                              |

## 2001—2010
| Год  | Церемония | Фотографии лауреатов                                                                | Лауреаты и номинанты                                                              |
| ---- | --------- | ----------------------------------------------------------------------------------- | --------------------------------------------------------------------------------- |
| 2001 | 54-я      |                                                                                     | • Бенисио дель Торо — «Траффик» за роль Хавьера Родригеса                         |
| 2001 | 54-я      | • Гэри Льюис — «Билли Эллиот» за роль мистера Эллиота                               |                                                                                   |
| 2001 | 54-я      | • Оливер Рид — «Гладиатор» за роль Проксимо                                         |                                                                                   |
| 2001 | 54-я      | • Хоакин Феникс — «Гладиатор» за роль Коммода                                       |                                                                                   |
| 2001 | 54-я      | • Альберт Финни — «Эрин Брокович» за роль Эдварда Мэзри                             |                                                                                   |
| 2002 | 55-я      |                                                                                     | • Джим Бродбент — «Мулен Руж!» за роль Гарольда Зидлера                           |
| 2002 | 55-я      | • Хью Бонневилль — «Айрис» за роль Джона Бейли в молодости                          |                                                                                   |
| 2002 | 55-я      | • Робби Колтрейн — «Гарри Поттер и философский камень» за роль Рубеуса Хагрида      |                                                                                   |
| 2002 | 55-я      | • Эдди Мёрфи — «Шрек» за роль Осла (озвучка)                                        |                                                                                   |
| 2002 | 55-я      | • Колин Фёрт — «Дневник Бриджит Джонс» за роль Марка Дарси                          |                                                                                   |
| 2003 | 56-я      |                                                                                     | • Кристофер Уокен — «Поймай меня, если сможешь» за роль Фрэнка Абигнейла-старшего |
| 2003 | 56-я      | • Крис Купер — «Адаптация» за роль Джона Лароша                                     |                                                                                   |
| 2003 | 56-я      | • Альфред Молина — «Фрида» за роль Диего Риверы                                     |                                                                                   |
| 2003 | 56-я      | • Пол Ньюман — «Проклятый путь» за роль Джона Руни                                  |                                                                                   |
| 2003 | 56-я      | • Эд Харрис — «Часы» за роль Ричарда Брауна                                         |                                                                                   |
| 2004 | 57-я      |                                                                                     | • Билл Найи — «Реальная любовь» за роль Билли Мэка                                |
| 2004 | 57-я      | • Пол Беттани — «Хозяин морей: на краю земли» за роль Стивена Мэтьюрина             |                                                                                   |
| 2004 | 57-я      | • Иэн Маккеллен — «Властелин колец: Возвращение короля» за роль Гэндальфа           |                                                                                   |
| 2004 | 57-я      | • Тим Роббинс — «Таинственная река» за роль Дейва Бойла                             |                                                                                   |
| 2004 | 57-я      | • Альберт Финни — «Крупная рыба» за роль Эда Блума в старости                       |                                                                                   |
| 2005 | 58-я      |                                                                                     | • Клайв Оуэн — «Близость» за роль Ларри                                           |
| 2005 | 58-я      | • Алан Алда — «Авиатор» за роль Оуэна Брюстера                                      |                                                                                   |
| 2005 | 58-я      | • Фил Дэвис — «Вера Дрейк» за роль Стэна                                            |                                                                                   |
| 2005 | 58-я      | • Родриго де ла Серна — «Че Гевара: Дневники мотоциклиста» за роль Альберто Гранадо |                                                                                   |
| 2005 | 58-я      | • Джейми Фокс — «Соучастник» за роль Макса Дюроше                                   |                                                                                   |
| 2006 | 59-я      |                                                                                     | • Джейк Джилленхол — «Горбатая гора» за роль Джека Твиста                         |
| 2006 | 59-я      | • Мэтт Диллон — «Столкновение» за роль Джона Райана                                 |                                                                                   |
| 2006 | 59-я      | • Джордж Клуни — «Доброй ночи и удачи» за роль Фреда Френдли                        |                                                                                   |
| 2006 | 59-я      | • Джордж Клуни — «Сириана» за роль Боба Барнса                                      |                                                                                   |
| 2006 | 59-я      | • Дон Чидл — «Столкновение» за роль Грэма Уотерса                                   |                                                                                   |
| 2007 | 60-я      |                                                                                     | • Алан Аркин — «Маленькая мисс Счастье» за роль Эдвина Хувера                     |
| 2007 | 60-я      | • Джеймс Макэвой — «Последний король Шотландии» за роль Николаса Гарригана          |                                                                                   |
| 2007 | 60-я      | • Джек Николсон — «Отступники» за роль Фрэнка Костелло                              |                                                                                   |
| 2007 | 60-я      | • Лесли Филлипс — «Венера» за роль Иэна                                             |                                                                                   |
| 2007 | 60-я      | • Майкл Шин — «Королева» за роль Тони Блэра                                         |                                                                                   |
| 2008 | 61-я      |                                                                                     | • Хавьер Бардем — «Старикам тут не место» за роль Антона Чигура                   |
| 2008 | 61-я      | • Пол Дано — «Нефть» за роль Илая Санди                                             |                                                                                   |
| 2008 | 61-я      | • Томми Ли Джонс — «Старикам тут не место» за роль Эда Тома Белла                   |                                                                                   |
| 2008 | 61-я      | • Том Уилкинсон — «Майкл Клейтон» за роль Артура Иденса                             |                                                                                   |
| 2008 | 61-я      | • Филип Сеймур Хоффман — «Война Чарли Уилсона» за роль Густа Авракотоса             |                                                                                   |
| 2009 | 62-я      |                                                                                     | • Хит Леджер (посмертно) — «Тёмный рыцарь» за роль Джокера                        |
| 2009 | 62-я      | • Брендан Глисон — «Залечь на дно в Брюгге» за роль Кена                            |                                                                                   |
| 2009 | 62-я      | • Роберт Дауни-младший — «Солдаты неудачи» за роль Кирка Лазаруса                   |                                                                                   |
| 2009 | 62-я      | • Брэд Питт — «После прочтения сжечь» за роль Чеда Фельдхаймера                     |                                                                                   |
| 2009 | 62-я      | • Филип Сеймур Хоффман — «Сомнение» за роль отца Брендана Флинна                    |                                                                                   |
| 2010 | 63-я      |                                                                                     | • Кристоф Вальц — «Бесславные ублюдки» за роль штандартенфюрера СС Ганса Ланды    |
| 2010 | 63-я      | • Алек Болдуин — «Простые сложности» за роль Джейка Эдлера                          |                                                                                   |
| 2010 | 63-я      | • Кристиан МакКей — «Я и Орсон Уэллс» за роль Орсона Уэллса                         |                                                                                   |
| 2010 | 63-я      | • Альфред Молина — «Воспитание чувств» за роль Джека Миллера                        |                                                                                   |
| 2010 | 63-я      | • Стэнли Туччи — «Милые кости» за роль Джорджа Харви                                |                                                                                   |

## 2011—2020
| Год  | Церемония | Фотографии лауреатов                                                                  | Лауреаты и номинанты                                                                |
| ---- | --------- | ------------------------------------------------------------------------------------- | ----------------------------------------------------------------------------------- |
| 2011 | 64-я      |                                                                                       | • Джеффри Раш — «Король говорит!» за роль Лайонела Лога                             |
| 2011 | 64-я      | • Кристиан Бейл — «Боец» за роль Дикки Экланда                                        |                                                                                     |
| 2011 | 64-я      | • Эндрю Гарфилд — «Социальная сеть» за роль Эдуардо Саверина                          |                                                                                     |
| 2011 | 64-я      | • Пит Постлетуэйт — «Город воров» за роль Фергюса Колма                               |                                                                                     |
| 2011 | 64-я      | • Марк Руффало — «Детки в порядке» за роль Пола                                       |                                                                                     |
| 2012 | 65-я      |                                                                                       | • Кристофер Пламмер — «Начинающие» за роль Хэла                                     |
| 2012 | 65-я      | • Кеннет Брана — «7 дней и ночей с Мэрилин» за роль Лоренса Оливье                    |                                                                                     |
| 2012 | 65-я      | • Джим Бродбент — «Железная леди» за роль Дениса Тэтчера                              |                                                                                     |
| 2012 | 65-я      | • Джона Хилл — «Человек, который изменил всё» за роль Питера Брэнда                   |                                                                                     |
| 2012 | 65-я      | • Филип Сеймур Хоффман — «Мартовские иды» за роль Пола Зары                           |                                                                                     |
| 2013 | 66-я      |                                                                                       | • Кристоф Вальц — «Джанго освобождённый» за роль доктора Кинга Шульца               |
| 2013 | 66-я      | • Алан Аркин — «Операция „Арго“» за роль Сигела                                       |                                                                                     |
| 2013 | 66-я      | • Хавьер Бардем — «007: Координаты „Скайфолл“» за роль Рауля Сильвы                   |                                                                                     |
| 2013 | 66-я      | • Томми Ли Джонс — «Линкольн» за роль Таддеуса Стивенса                               |                                                                                     |
| 2013 | 66-я      | • Филип Сеймур Хоффман — «Мастер» за роль Ланкастера Додда                            |                                                                                     |
| 2014 | 67-я      |                                                                                       | • Бархад Абди — «Капитан Филлипс» за роль Абдували Мусэ                             |
| 2014 | 67-я      | • Даниэль Брюль — «Гонка» за роль Ники Лауды                                          |                                                                                     |
| 2014 | 67-я      | • Мэтт Деймон — «За канделябрами» за роль Скотта Торсона                              |                                                                                     |
| 2014 | 67-я      | • Брэдли Купер — «Афера по-американски» за роль агента ФБР Ричи Димацо                |                                                                                     |
| 2014 | 67-я      | • Майкл Фассбендер — «12 лет рабства» за роль Эдвина Эппса                            |                                                                                     |
| 2015 | 68-я      |                                                                                       | • Джей Кей Симмонс — «Одержимость» за роль Теренса Флетчера                         |
| 2015 | 68-я      | • Стив Карелл — «Охотник на лис» за роль Джона Дюпона                                 |                                                                                     |
| 2015 | 68-я      | • Эдвард Нортон — «Бёрдмэн» за роль Майка Шинера                                      |                                                                                     |
| 2015 | 68-я      | • Марк Руффало — «Охотник на лис» за роль Дейва Шульца                                |                                                                                     |
| 2015 | 68-я      | • Итан Хоук — «Отрочество» за роль Мейсона Эванса-старшего                            |                                                                                     |
| 2016 | 69-я      |                                                                                       | • Марк Райлэнс — «Шпионский мост» за роль Рудольфа Абеля                            |
| 2016 | 69-я      | • Кристиан Бейл — «Игра на понижение» за роль Майкла Бьюрри                           |                                                                                     |
| 2016 | 69-я      | • Бенисио Дель Торо — «Убийца» за роль Алехандро                                      |                                                                                     |
| 2016 | 69-я      | • Марк Руффало — «В центре внимания» за роль Майка Резендеса                          |                                                                                     |
| 2016 | 69-я      | • Идрис Эльба — «Безродные звери» за роль командира                                   |                                                                                     |
| 2017 | 70-я      |                                                                                       | • Дев Патель — «Лев» за роль Сару Брайерли                                          |
| 2017 | 70-я      | • Махершала Али — «Лунный свет» за роль Хуана                                         |                                                                                     |
| 2017 | 70-я      | • Джефф Бриджес — «Любой ценой» за роль Маркуса Гамильтона                            |                                                                                     |
| 2017 | 70-я      | • Хью Грант — «Флоренс Фостер Дженкинс» за роль Сент-Клэра Бэйфилда                   |                                                                                     |
| 2017 | 70-я      | • Аарон Тейлор-Джонсон — «Под покровом ночи» за роль Рэя Маркуса                      |                                                                                     |
| 2018 | 71-я      |                                                                                       | • Сэм Рокуэлл — «Три билборда на границе Эббинга, Миссури» за роль Джейсона Диксона |
| 2018 | 71-я      | • Хью Грант — «Приключения Паддингтона 2» за роль Феникса Бьюкенена                   |                                                                                     |
| 2018 | 71-я      | • Уиллем Дефо — «Проект «Флорида»» за роль Бобби Хикса                                |                                                                                     |
| 2018 | 71-я      | • Кристофер Пламмер — «Все деньги мира» за роль Пола Гетти                            |                                                                                     |
| 2018 | 71-я      | • Вуди Харрельсон — «Три билборда на границе Эббинга, Миссури» за роль Билла Уиллоуби |                                                                                     |
| 2019 | 72-я      |                                                                                       | • Махершала Али — «Зелёная книга» за роль Дона Ширли                                |
| 2019 | 72-я      | • Ричард Э. Грант — «Сможете ли вы меня простить?» за роль Джека Хока                 |                                                                                     |
| 2019 | 72-я      | • Адам Драйвер — «Чёрный клановец» за роль Флипа Циммермана                           |                                                                                     |
| 2019 | 72-я      | • Сэм Рокуэлл — «Власть» за роль Джорджа Уокера Буша                                  |                                                                                     |
| 2019 | 72-я      | • Тимоти Шаламе — «Красивый мальчик» за роль Ника Шеффа                               |                                                                                     |
| 2020 | 73-я      |                                                                                       | • Брэд Питт — «Однажды в… Голливуде» за роль Клиффа Бута                            |
| 2020 | 73-я      | • Аль Пачино — «Ирландец» за роль Джимми Хоффы                                        |                                                                                     |
| 2020 | 73-я      | • Джо Пеши — «Ирландец» за роль Рассела Буфалино                                      |                                                                                     |
| 2020 | 73-я      | • Энтони Хопкинс — «Два Папы» за роль папы Бенедикта XVI                              |                                                                                     |
| 2020 | 73-я      | • Том Хэнкс — «Прекрасный день по соседству» за роль Фреда Роджерса                   |                                                                                     |

## 2021—2025
| Год  | Церемония | Фотографии лауреатов                                                             | Лауреаты и номинанты                                                 |
| ---- | --------- | -------------------------------------------------------------------------------- | -------------------------------------------------------------------- |
| 2021 | 74-я      |                                                                                  | • Дэниэл Калуя — «Иуда и чёрный мессия» за роль Фреда Хэмптона       |
| 2021 | 74-я      | • Барри Кеоган — «Стойкая броня» за роль Димфны                                  |                                                                      |
| 2021 | 74-я      | • Алан Ким — «Минари» за роль Дэвида                                             |                                                                      |
| 2021 | 74-я      | • Лесли Одом-мл. — «Одна ночь в Майами» за роль Сэма Кука                        |                                                                      |
| 2021 | 74-я      | • Кларк Питерс — «Пятеро одной крови» за роль Отиса                              |                                                                      |
| 2021 | 74-я      | • Пол Рейси — «Звук металла» за роль Джо                                         |                                                                      |
| 2022 | 75-я      |                                                                                  | • Трой Коцур — «CODA: Ребёнок глухих родителей» за роль Фрэнка Росси |
| 2022 | 75-я      | • Вуди Норман — «Камон Камон» за роль Джесси                                     |                                                                      |
| 2022 | 75-я      | • Джесси Племонс — «Власть пса» за роль Джорджа Бёрбэнка                         |                                                                      |
| 2022 | 75-я      | • Коди Смит-Макфи — «Власть пса» за роль Питера Гордона                          |                                                                      |
| 2022 | 75-я      | • Майк Файст — «Вестсайдская история» за роль Риффа                              |                                                                      |
| 2022 | 75-я      | • Киаран Хайндс — «Белфаст» за роль дедушки Бадди                                |                                                                      |
| 2023 | 76-я      |                                                                                  | • Барри Кеоган — «Банши Инишерина» за роль Доминика Кирни            |
| 2023 | 76-я      | • Брендан Глисон — «Банши Инишерина» за роль Колма Доэрти                        |                                                                      |
| 2023 | 76-я      | • Джонатан Ке Кван — «Всё везде и сразу» за роль Вэймонда Вонга                  |                                                                      |
| 2023 | 76-я      | • Эдди Редмэйн — «Добрый медбрат» за роль Чарльза Каллена                        |                                                                      |
| 2023 | 76-я      | • Майкл Уорд — «Империя света» за роль Стивена                                   |                                                                      |
| 2023 | 76-я      | • Альбрехт Шух — «На Западном фронте без перемен» за роль Станислава Катчинского |                                                                      |
| 2024 | 77-я      |                                                                                  | • Роберт Дауни мл. — «Оппенгеймер» за роль Льюиса Штрауса            |
| 2024 | 77-я      | • Райан Гослинг — «Барби» за роль Кена                                           |                                                                      |
| 2024 | 77-я      | • Роберт Де Ниро — «Убийцы цветочной луны» за роль Уильяма Хэйла                 |                                                                      |
| 2024 | 77-я      | • Пол Мескал — «Незнакомцы» за роль Гарри                                        |                                                                      |
| 2024 | 77-я      | • Доминик Сесса — «Оставленные» за роль Энгуса Талли                             |                                                                      |
| 2024 | 77-я      | • Джейкоб Элорди — «Солтберн» за роль Феликса Кэттона                            |                                                                      |
| 2025 | 78-я      |                                                                                  | • Киран Калкин — «Настоящая боль» за роль Бенджи Каплана             |
| 2025 | 78-я      | • Юрий Борисов — «Анора» за роль Игоря                                           |                                                                      |
| 2025 | 78-я      | • Кларенс «Дивайн Ай» Маклин — «Синг-Синг» за роль самого себя                   |                                                                      |
| 2025 | 78-я      | • Эдвард Нортон — «Боб Дилан: Никому не известный» за роль Пита Сигера           |                                                                      |
| 2025 | 78-я      | • Гай Пирс — «Бруталист» за роль Харрисона Ли Ван Бюрена                         |                                                                      |
| 2025 | 78-я      | • Джереми Стронг — «Ученик» за роль Роя Кона                                     |                                                                      |